# Ronald Van Spaendonck
 (mai 2022).
La mise en forme du texte ne suit pas les recommandations de Wikipédia : il faut le « wikifier ».
Les points d'amélioration suivants sont les cas les plus fréquents. Le détail des points à revoir est peut-être précisé sur la page de discussion.
- Les titres sont pré-formatés par le logiciel. Ils ne sont ni en capitales, ni en gras.
- Le texte ne doit pas être écrit en capitales (les noms de famille non plus), ni en gras, ni en italique, ni en « petit »…
- Le gras n'est utilisé que pour surligner le titre de l'article dans l'introduction, une seule fois.
- L'italique est rarement utilisé : mots en langue étrangère, titres d'œuvres, noms de bateaux, etc.
- Les citations ne sont pas en italique mais en corps de texte normal. Elles sont entourées par des guillemets français : « et ».
- Les listes à puces sont à éviter, des paragraphes rédigés étant largement préférés. Les tableaux sont à réserver à la présentation de données structurées (résultats, etc.).
- Les appels de note de bas de page (petits chiffres en exposant, introduits par l'outil «  Source ») sont à placer entre la fin de phrase et le point final[comme ça].
- Les liens internes (vers d'autres articles de Wikipédia) sont à choisir avec parcimonie. Créez des liens vers des articles approfondissant le sujet. Les termes génériques sans rapport avec le sujet sont à éviter, ainsi que les répétitions de liens vers un même terme.
- Les liens externes sont à placer uniquement dans une section « Liens externes », à la fin de l'article. Ces liens sont à choisir avec parcimonie suivant les règles définies. Si un lien sert de source à l'article, son insertion dans le texte est à faire par les notes de bas de page.
- La présentation des références doit suivre les conventions bibliographiques. Il est recommandé d'utiliser les modèles {{Ouvrage}}, {{Chapitre}}, {{Article}}, {{Lien web}} et/ou {{Bibliographie}}. Le mode d'édition visuel peut mettre en forme automatiquement les références.
- Insérer une infobox (cadre d'informations à droite) n'est pas obligatoire pour parachever la mise en page.

Pour une aide détaillée, merci de consulter Aide:Wikification.
Si vous pensez que ces points ont été résolus, vous pouvez retirer ce bandeau et améliorer la mise en forme d'un autre article.
Ronald Van Spaendonck, né à Namur en 1970, est un clarinettiste, soliste international et professeur de clarinette.

## Biographie
Ronald Van Spaendonck est un clarinettiste soliste de renommée internationale qui, après douze années passées au sein de l'Orchestre National de Belgique, deviendra en 2000 Professeur principal de clarinette à Arts² de Mons; en 2003 au Conservatoire Royal de Bruxelles; en 2013 à l' École normale de musique de Paris et en 2018 à la Musica Mundi School de Waterloo,. Il est également professeur honoris causa du Conservatoire de Guangzhou en Chine depuis 2008. Il est membre fondateur de l'Ensemble Kheops en 2006 et il se produit régulièrement partout dans le monde avec ce groupe musical à géométrie variable.Il est le directeur artistique du Festival de Lasne depuis 2016 et est essayeur pour le facteur français d'instruments à vent Buffet Crampon à Mantes-la-Villes. "Gold Artist" pour le facteur de becs Pomarico en Italie, il est également "Gold Performing Artist" pour la firme d'anches américaine d' Addario,.

## Collaborations
Ronald Van Spaendonck a joué dans les plus grandes salles du monde avec des orchestres tels que : 
- l’Orchestre royal de chambre de Wallonie
- l' Orchestre philharmonique royal de Liège
- Het Brabants Orkest
- l'Orchestre national de Belgique
- l'Orquestra Clássica de Porto
- L’Orchestre national de France
- Les Violons du Roy
- l'Orchestre de la ville de Oulu en Finlande
- l'Orchestre de la Tonhalle de Zurich
- l'Orchestre philharmonique du Luxembourg
- das Deutsches Symphonie-Orchester Berlin
- l’Orchestre Simon Bolivar du Venezuela
- l’Orchestre de São Paulo au Brésil.

Ses partenaires de musique de chambre sont :   
les quatuors Skampa, Ysaye, Belcea, Szymanowski, Aviv, Modigliani, the Royal string quartet et Ebène, les pianistes Alexandre Tharaud, Johan Schmidt, Frank Braley et Muhiddin Dürrüoglu, les violonistes Gidon Kremer, Renaud Capuçon, Graf Mourja, Lisa Batiashvili et Ning Kam, les altistes Gérard Caussé, Lise Berthaud, Lawrence Power et Antoine Tamestit, les violoncellistes Marie Hallynck, Mischa Maisky, Marc Coppey, Peter Whispelway, Alban Gerhardt, Jean-Guihen Queyras, les flûtistes Emmanuel Pahud, Philippe Bernold, Marc Grauwels, Gaby Van Riet, Aldo Baerten, le bassoniste Laurent Lefèvre et bien d'autres.

## Récompenses
De nombreux prix nationaux et internationaux lui ont été attribués :
- Lauréat du Concours du Crédit Communal en 1988 (Pro Civitate, Belfius classics).
- Lauréat de l'European Youth Competition à Zürich en 1988 et Prix spécial de l'œuvre imposée par Jean Binet.
- Premier prix du Concours International TROMP à Eindhoven en 1990 [9],[10].
- Premier prix du Concours International de Dos Hermanas (Séville)[11],[12].
- Lauréat du concours Tenuto en 1991 et prix spécial du public.
- En 1991 il est  lauréat de la fondation « Juventus »[13].
- Premier prix du Concours International pour Instruments à Vent A.Gi. Mus à Rome en 1995[14].
- En 1995, il est lauréat de la Fondation Spes [15].
- En 1998, on lui attribue le Prix « Rising star ». Il jouera en compagnie d'Alexandre Tharaud dans  des salles prestigieuses telles que le Concertgebouw d'Amsterdam, le Palais des Beaux-Arts de Bruxelles, le Musikverein de Vienne, le Megaro Mousikis d'Athènes, la Philharmonie de Paris, le Wigmore Hall de Londres[16].
- BBC New Generation Artist 2000, il se produit avec  le BBC Scottish Symphony, BBC National Orchestra of Wales et le BBC Philharmonic Orchestra notamment aux incontournables PROMS, au Wigmore Hall de Londres Hall et au plus prestigieux Festival International de Musique d'Edimbourg en Écosse[17].
- New artist Series "JAL" classic special prize en 2002 au Japon et plus particulièrement au Suntory Hall de Tokyo avec le pianiste Jérôme Ducros[18].
- Trophée «Fuga» (2014) attribué par l'union des compositeurs belges pour la diffusion et la promotion de la musique belge [19].
- En 2018 il reçoit le Prix DARCHE FRERES (attribué par la Commission du Patrimoine du Conservatoire Royal de Bruxelles) réservé à un musicien dont toute la vie est consacrée avec honneur et dévouement au service de l’art musical.

## Discographie
Van Spaendonck a réalisé un nombre important d'enregistrements salués unanimement par la presse,,,,,,,,,,.
- Oreades, Michel Lysight, Keleos Ensemble (René Gailly CD 87 111)
- Musique belge du vingtième siècle pour clarinette et piano, clarinette : R. Van Spaendonck, piano: Leonardo Anglani; Œuvres de L.Stekke, M.Lysight, P-B. Michel, V. Ghadimi, H. Pousseur, Robert Janssens, J. Leduc, J. Bailly, F. Van Rossum (Réné Gailly CD 87061)
- Serenata Forlana. Mozart, Gran Partita (Kalidisc KA2002)
- Serenata Forlana. Mozart, 19th Century transcriptions for wind ensemble (Nozze di Figaro, Zauberflöte, Don Giovanni) (EMC CD 9725), Michel Lysight, Glenn Gould, clarinette : R. Van Spaendonck, Bruxellensis Quartet (Kalidisc KA2006)
- Musique française pour clarinette et piano, piano : A. Tharaud, clarinette : R. Van Spaendonck ; Œuvres de C. Saint-Saëns, F. Poulenc, A. Honegger, J. Françaix, P. Gaubert, C. Debussy, G. Pierné, D. Milhaud ; (Harmonia Mundi HMN 911596 ; Réédition Harmonia Mundi 195159
- Labyrinthes, Michel Lysight, clarinette : R. Van Spaendonck, basson : P-O. Martens, piano : L. Anglani (Cypres Records CYP4602)
- Hindemith, chamber music, flûte : M. Grauwels, clarinette : R. Van Spaendonck, hautbois : J. Van Den Hauwe, basson : F. Pollet, cor : R. Vercruysse, mezzo soprano : L. Van Deyck, Gaggini String Quartet (Syrinx Record)
- Kyrie-Allo & Tu Quoque, Robert Janssens, Piano : D. Blumenthal, Violoncelle : D. Poskin, Ensemble Symphonique de Bruxelles, direction : R. Janssens (Kalidisc KA2001)
- Skampa Quartet & Ronald Van Spaendonck, Quintette de Mozart pour clarinette et quatuor à cordes (Supraphon SU 3313-2 131)
- Ludwig Van Beethoven, musique de chambre pour instruments à vent, Ensemble Fonte Sonora, clarinette : R. Van Spaendonck, flûte : B. Giaux, basson : L. Loubry (éditions Plein Jeu DMP 9418 C)
- Summertime, Music for clarinet quartet, The Clarinet Quartet of the Belgian National Orchestra, Œuvres de T.J. Thompson, G. Gershwin, R. Pelckmans, W. Mortier, G.W. Botsford, L. Bernestein, R. Rodgers (Naxos 8.557407)
- The clarinet Quartet, Œuvres de T.J. Thompson, G. Gershwin, R. Pelckmans, W. Mortier, G.W. Botsford, L. Bernestein, R. Rodgers (Syrinx Record CSR 97101)
- Brahms & Mozart, New Generation Artists, Karol Szymanowski quartet, clarinette : R. Van Spaendonck, Quintette de Brahms pour clarinette et quatuor à cordes (BBC Music vol.11 NO.7)
- « Concerti » Robert Janssens, Ensemble Symphonique de Bruxelles, direction : Robert Janssenss (Pavane Records ADW 7519), Maurice Delage, musique de chambre, mezzo soprano : L. Van Deyck, Gaggini String Quartet, flûtes : A. Baerten et B. Giaux, clarinette : R. Van Spaendonck, harpe : S. Hallynck, hautbois et cor anglais : J. Van Den Hauwe (Cypres Records CYP2621)
- Nouvelle Musique de Chambre, Pousseur, Foccroule, Fourgon, D’Haene, Denisov, Scelsi, clarinette : R. Van Spaendonck, soprano : S. Karthäuser (Cypres Records CYP4601)
- Ornamented Zone. Philippe Boesmans, piano : B. Vodenitcharov, clarinette : R. Van Spaendonck, violoncelle : J-P. Dessy ; alto : Y. Matisson ; direction : P. Davin (Ricercar 206492)
- Serenata for 2000  Serenata Forlana, Œuvres de J-M. Simonis, L. Posman, A. Pichal, P-B. Michel, A. Laporte, R. Janssens,, D. Brossé, J. Van Damme, M. Dürrüoglu, J. Leduc, M. Lysight, S. Van Eycken, L. Breways (édition Compumusic EDCO 99-01), Carl Maria von Weber, chamber music, clarinette : R. Van Spaendonck ; flûte : M. Grauwels, violoncelle : L. Toten, piano : S. De May (Kalidisc KA2007)
- Enigma, Michel Lysight ; clarinette : R. Van Spaendonck ; clarinette basse : J-M. Fessard ; piano : E. Reyes (DUX 0531), Mauricio Kagel ; pianos : Alexandre Tharaud et Eric Le Sage ; clarinette : R. Van Spaendonck ; flûte : Philippe Bernold ; cor : H. Joulain ; baryton : F. Le Roux ; contrebasse : M. Marder ; violoncelle : J-G. Queyras (Aeon AECD0311)
- Le Carnaval des animaux textes de Francis Blanche – Musique de Camille Saint-Saëns ; Les Mémoires d’un Âne » textes de la Comtesse de Ségur, Musique de Paul Ladmirault ; récitant : C. Piéplu, pianos : A. Tharaud et L. Cabasso, clarinette : R. Van Spaendonck, flûte : P. Bernold, violons : J-M. Phillips et T. Papavrami ; alto : P. Lenert ; violoncelle : F. Salque, contrebasse : P. Noharet, percussions : D. Benetti (Arion ARN68496)
- Poulenc « Complete Chamber Music »
  - Volume 1, piano : A. Tharaud, basson : L. Lefèvre, clarinette : R. Van Spaendonck, flûte : P. Bernold, hautbois : O. Doise, cor : H. Joulain, (Naxos 8.553611)
  - Volume 2, , piano : A. Tharaud, clarinette : R. Van Spaendonck, violon : G. Mourja, violoncelle : F. Groben (Naxos 8.553612F)
  - Volume 3, pianos : A. Tharaud et F. Chaplin ; clarinettes : R. Van Spaendonck et A. Moisan ; basson : L. Lefèvre ; cor : H. Joulain ; trompette : G. Touvron ; trombone : J. Mauger ( Naxos 8.553613F)
  - Volume 4 ; piano : A. Tharaud ; clarinette : R. Van Spaendonck ; baryton : F. Leguérinel ; violoncelle : F. Groben ; violons : J-M. Phillips et T.Vieux ; Naxos 8.553614F
  - Volume 5 ; piano : A. Tharaud ; clarinette : R. Van Spaendonck ; violon : T. Vieux ; basson : L. Lefèvre ; contrebasse : S. Logerot ; récitante, chanteuse : D. Darrieux ; narrateurs : F. Muzaya et N. Emerson (Naxos 8.553615F). Coffret de l’intégrale paru sous la référence Naxos 8505222 F/1, Naxos 8505222 F/2, Naxos 8505222 F/3, Naxos 8505222 F/4 et Naxos 8505222 F/5
- M-A. Reichert, Um flutista belga na corte do Rio de Janeiro ; flûte : M. Grauwels ; clarinette : R. Van Spaendonck ; trompette ; L. Wouters ; Orchestre Royal de Chambre de Wallonie, J-F. Chamberlan, violon conducteur ; Syrinx Record CSR 200301
- Rhapsody in Blue ; Ensemble Kheops ; piano : M. Dürrüoglu ; clarinette : R. Van Spaendonck ; Œuvres de G. Gershwin, A. Copland et L. Bernstein ; Kalidisc KA2003 (2 versions) ; Music’Arte MA001
- « Apocalypse » ; The Royal Symphonic Band of the Belgian Guides, conductor : Yves Segers ; clarinette : R. Van Spaendonck ; Introduction, thème et variations de G. Rossini ; Hafabra Music CD 88796-2
- Schumann, Brahms for clarinet and piano ; piano : J. Schmidt ; clarinette : R. Van Spaendonck ; Azur Classical AZC093
- Ludwig van Beethoven, The Two Trios for Piano, Clarinet and Cello ; Ensemble Kheops ; piano : M. Dürrüoglu ; clarinette : R. Van Spaendonck ; violoncelle : M. Hallynck ; Fuga Libera FUG 535 (Rewind REW 516)
- Patrick Dheur, compositions pour orchestre à Cordes ; clarinette : R. Van Spaendonck ; piano : P. Dheur ; Orchestre Royal de Chambre de Wallonie ; violon conducteur : J-F. Chamberlan ; CD OCB (Belgian Concert Office)
- Sonatinas For Clarinet & Piano ; piano : Eliane Reyes ; clarinette : R. Van Spaendonck ; Œuvres de M. Arnold, B. Martinu, N. Bacri, P. Sancan, R. Chevreuille, M. Poot, J. Horovitz (Fuga Libera FUG 55)
- Alexandre Tharaud « Voyage en France », sonates et sonatines en duo. ; piano : A. Tharaud ; clarinette : R. Van Spaendonck ; flûte : P. Bernold ; Œuvres de C. Saint-Saëns, F. Poulenc, A. Honegger, J. Françaix, O. Messiaen, H. Dutilleux, C. Debussy, M. Ravel et E. Satie (Harmonia Mundi HMX 290845051)[31]
- Ernő Dohnányi et Krzysztof Penderecki sextets ; Ensemble Kheops ; violon : G. Mourja ; alto : L. Berthaud ; violoncelle : M. Hallynck ; clarinette : R. Van Spaendonck ; cor : Hervé Joulain ; piano : M. Dürrüoglu (Fuga Libera FUG 585)
- Alexandre Tharaud, « Moderne » (6 CD) (Diapason d’or) ; piano : A. Tharaud ; clarinette : R. Van Spaendonck ; violon : I. Faust ; violoncelle : J-G. Queyras ; flûte : P. Bernold ; Œuvres de F. Poulenc, C. Debussy, M. Ravel et E. Satie and other 20th century composers (Harmonia Mundi HMX2908710.15)
- Leave Me Alone, Minimalist Music for Clarinets ; clarinettes : R. Van Spaendonck ; récitant : François Morel ; Œuvres de A. Girard, F. Lagnau, P. Richards, H. Maréchal, M. Lysight, Steve Reich, H. Lee, D. Achenberg, T. Johnson et L. Sary  (Pavane Records ADW7582)
- Schumann. Kurtag, clarinette : R. Van Spaendonck ; Alto : Hélène Desaint ; Piano : Nathanaël Gouin & Louis Lortie ; Œuvres de Schumann et Kurtag (Fuga Libera FUG611)
- Fugitives, Muhiddin Dürrüoglu; Ensemble Kheops (Cypres Records CYP4655)
- L'Âme du voyageur, Musique de Hughes Maréchal; Bande originale du film "Le Marquis de Wavrin, du manoir à la jungle" (Cypres Records cyp0611)
- Musique pour clarinette et harpe, clarinette : R. Van Spaendonck; harpe: Catherine Michel; Œuvres de Bizet, Massenet, Fauré, Debussy, Satie et Ravel (Azur Classical AZC 178)

## Filmographie
Ronald Van Spaendonck intervient dans les films suivants :
- A l'occasion de la sortie de son CD "Leave Me Alone", il participe au film réalisé par Isabelle Françaix: Crazy Tango de David Achenberg[32].
- Furari de David Achenberg, film d'Isabelle Françaix[33].
- Le concerto de Mozart joué par Ronald Van Spaendonck et l'Orchestre royal de chambre de Wallonie sous la direction de Frank Braley[34].
- Le concerto de Copland joué par Ronald Van Spaendonck et l'Orchestre royal de chambre de Wallonie sous la direction de Frank Braley[35].
- Jeunes Solistes, Grands Destins, produit par la RTBF[36],[37].